# Ginástica artística na Universíada de Verão de 1993
A ginástica artística foi uma das modalidades da Universíada de Verão de 1993, realizada nos Estados Unidos. A Ucrânia foi a grande vencedora, seguida pela China e Bielorrússia.

## Quadro de medalhas
| Ordem | País               | Medalha de ouro | Medalha de prata | Medalha de bronze |    |
| ----- | ------------------ | --------------- | ---------------- | ----------------- | -- |
| 1     | UKR Ucrânia        | 6               | 2                | 3                 | 13 |
| 2     | CHN China          | 2               | 2                |                   | 4  |
| 3     | BLR Bielorrússia   | 2               | 1                | 1                 | 4  |
| 4     | ITA Itália         | 2               | 1                | 1                 | 4  |
| 5     | BEL Bélgica        | 1               |                  | 1                 | 2  |
| 6     | FRA França         | 1               |                  |                   | 1  |
| 7     | USA Estados Unidos |                 | 4                | 3                 | 7  |
| 8     | JPN Japão          |                 | 2                | 1                 | 3  |
| 9     | KOR Coreia do Sul  |                 | 1                | 1                 | 2  |
| 9     | BRA Brasil         |                 | 1                |                   | 1  |
| 11    | TPE Taipé Chinês   |                 |                  | 2                 | 2  |
| 12    | RUS Rússia         |                 |                  | 1                 | 1  |